# Red Rose Speedway
Red Rose Speedway es el segundo álbum de estudio de la banda de rock Wings, publicado por Apple Records el 4 de mayo de 1973. Tras el escaso éxito comercial de Wild Life, el álbum debut de Wings, Red Rose Speedway supuso un mayor éxito en la carrera de Paul McCartney y alcanzó el primer puesto en la lista estadounidense Billboard 200. Tras su publicación fue certificado por la RIAA como disco de oro al superar el medio millón de copias vendidas.

## Historia
A comienzos de 1972, McCartney decidió aumentar su nuevo grupo, Wings, añadiendo un nuevo guitarrista, Henry McCullough, y salió por primera vez de gira tras la separación de The Beatles. El grupo pasó varios meses en la carretera, primero con pequeños conciertos en universidades británicas y posteriormente con una gira europea en estadios durante el verano de 1972. Ambas giras fueron compaginadas por una larga lista de sesiones de estudio para grabar Red Rose Speedway, que comenzaron en marzo en Los Ángeles (California) y terminaron en octubre en Londres. 
Las largas sesiones de grabación hicieron que 1972 se convirtiese en el primer año en que McCartney no publicó un álbum de estudio. Aun así, Wings publicó tres sencillos: «Give Ireland Back to the Irish», «Hi Hi Hi» y «Mary Had A Little Lamb». Las dos primeras canciones fueron censuradas por la BBC: la primera por motivos políticos, al criticar la actuación policial durante el Domingo Sangriento, y la segunda por supuestas referencias sexuales. Al igual que durante su carrera en The Beatles, McCartney no incluyó los sencillos en el futuro álbum.
Red Rose Speedway se planeó inicialmente como un álbum doble, y McCartney decidió incluir en un primer momento canciones inéditas grabadas durante las sesiones de grabación de Ram, previas a la formación de Wings. Sin embargo, solo dos de las canciones, «Get On the Right Thing» y «Little Lamb Dragonfly», vieron la luz en el álbum, que se publicó finalmente como un álbum simple en marzo de 1973. La configuración original del álbum tomó forma a través de grabaciones en acetato, fechadas en diciembre de 1972 y que incluían 17 canciones, entre las que figuraban: «Tragedy», «I Would Only Smile», «Country Dreamer», «I Lie Around», «Night Out», «Jazz Street» y dos versiones en directo de «1882» y «The Mess I'm In». 
Con la excepción de «Tragedy», «Night Out» y «Jazz Street», el resto de canciones descartadas fueron publicadas a lo largo de los años: por ejemplo, «The Mess» fue editado como cara B del sencillo «My Love», «Country Dreamer» fue publicado como cara B del sencillo «Helen Wheels», mientras que «I Would Only Smile» vio la luz en el álbum de Denny Laine Japanese Tears, y «The Mess» y «I Lie Around» fueron publicadas como bonus track en la reedición de Red Rose Speedway en 1993.
Otras canciones grabadas durante las sesiones de Red Rose Speedway fueron «Seaside Woman», cantada por Linda McCartney y publicada en el álbum póstumo Wide Prairie; «Soily», que vio la luz en el álbum de 1976 Wings Over America; «Henry's Blues», cantada por Henry McCullough e interpretada en directo durante la gira de 1972; y «Best Friend» y «Thank You Darling», aún inéditas. También se grabó «Live and Let Die», posteriormente publicada en la banda sonora de la película de James Bond Vive y deja morir.

## Recepción
En marzo de 1973 se publicó «My Love», el primer sencillo del álbum, que alcanzó el primer puesto en la lista estadounidense Billboard Hot 100 y entró en el Top 10 de las listas británicas. El éxito del sencillo elevó las expectativas del álbum. Publicado un mes después, Red Rose Speedway alcanzó el primer puesto de la lista estadounidense Billboard 200 y entró en el puesto 5 de las listas británicas. 

## Portada
Red Rose Speedway incluye un libreto de 12 páginas grapado en el interior del disco, publicado en formato gatefold (cubierta desplegable) y que incluye fotografías tomadas durante las dos primeras giras de Wings. El diseño de la portada, que incluye una fotografía del motor de una motocicleta Harley-Davidson, está acreditado al artista escocés Eduardo Paolozzi, mientras que el artista pop inglés Allen Jones contribuyó con dibujos, una pintura y un collage de fotos, todos representando a mujeres de diversas formas, a lo largo del folleto.  Los gráficos fueron diseñados por Gordon House. 
EMI acordó pagar el lujoso y elaborado empaque, el cual estaba destinado originalmente a un álbum doble. La contraportada contiene un mensaje en braille dirigido a Stevie Wonder que dice: «We love ya, baby» (lo cual puede traducirse al español como: «Te queremos, hijo».
En 1993, Red Rose Speedway fue remasterizado y reeditado en formato CD como parte de la serie The Paul McCartney Collection con cuatro temas extra: el sencillo «Hi Hi Hi», la cara B «C Moon», una versión en directo de «The Mess» y la cara B de «Live and Let Die», «I Lie Around».

## Lista de canciones
Todas las canciones escritas y compuestas por Paul y Linda McCartney. 
| Cara A |                          |          |  |
| N.º    | Título                   | Duración |  |
| 1.     | «Big Barn Bed»           | 3:48     |  |
| 2.     | «My Love»                | 4:07     |  |
| 3.     | «Get on the Right Thing» | 4:17     |  |
| 4.     | «One More Kiss»          | 2:28     |  |
| 5.     | «Little Lamb Dragonfly»  | 6:20     |  |

| Cara B |                                                                     |          |  |
| N.º    | Título                                                              | Duración |  |
| 6.     | «Single Pigeon»                                                     | 1:52     |  |
| 7.     | «When the Night»                                                    | 3:38     |  |
| 8.     | «Loup (1st Indian on the Moon)»                                     | 4:23     |  |
| 9.     | «Medley: Hold Me Tight / Lazy Dynamite / Hands of Love / Power Cut» | 11:14    |  |

| Bonus tracks (reedición de 1993) |                                |          |  |
| N.º                              | Título                         | Duración |  |
| 10.                              | «C Moon»                       | 4:32     |  |
| 11.                              | «Hi, Hi, Hi»                   | 3:07     |  |
| 12.                              | «The Mess» (Live at the Hague) | 4:55     |  |
| 13.                              | «I Lie Around»                 | 4:59     |  |

## Personal
Wings
- Paul McCartney: voz, piano, bajo, guitarras, mellotrón, piano eléctrico y moog.
- Linda McCartney: coros, piano eléctrico, órgano, clavicémbalo y percusión.
- Denny Laine: coros, guitarras, bajo y armónica.
- Henry McCullough: guitarras, coros y percusión.
- Denny Seiwell: batería, percusión y coros.

Otros músicos
- Hugh McCracken: guitarra
- David Spinozza: guitarra
- Alan Parsons: ingeniero de grabación

## Posición en listas
| País           | Lista                     | Posición |
| -------------- | ------------------------- | -------- |
| Australia      | ARIA Albums Chart         | 1        |
| Canadá         | RPM Albums Chart          | 2        |
| España         | Spanish Albums Chart      | 1        |
| Estados Unidos | Billboard 200             | 1        |
| Estados Unidos | Cashbox Albums Chart      | 1        |
| Estados Unidos | Record World Albums Chart | 1        |
| Francia        | SNEP Albums Chart         | 9        |
| Italia         | Italian Albums Chart      | 2        |
| Japón          | Oricon LP Chart           | 13       |
| Noruega        | Norwegian Top 40 Albums   | 4        |
| Países Bajos   | Mega Albums Top 100       | 6        |
| Reino Unido    | UK Albums Chart           | 5        |
| Suecia         | Swedish Albums Chart      | 2        |

| Sencillo  | País           | Lista                     | Posición |
| --------- | -------------- | ------------------------- | -------- |
| «My Love» | Australia      | ARIA Singles Chart        | 5        |
| «My Love» | Canadá         | RPM Singles Chart         | 2        |
| «My Love» | Estados Unidos | Billboard Hot 100         | 1        |
| «My Love» | Estados Unidos | Adult Contemporary Tracks | 1        |
| «My Love» | Reino Unido    | UK Singles Chart          | 9        |

## Certificaciones
| Fecha              | País           | Organismo certificador | Certificación | Ventas certificadas |
| ------------------ | -------------- | ---------------------- | ------------- | ------------------- |
| 5 de enero de 1976 | Canadá         | CRIA                   | Platino       | 100 000             |
| 1 de mayo de 1974  | Reino Unido    | BPI                    | Oro           | 100 000             |
| 25 de mayo de 1973 | Estados Unidos | RIAA                   | Oro           | 500 000             |